# Gonzalo Márquez
Gonzalo Enrique Márquez Moya (31 de marzo de 1940-19 de diciembre de 1984) fue un jugador de béisbol venezolano.
Como bateador zurdo, Márquez jugó cuatro temporadas en las Grandes Ligas para los Atléticos de Oakland (1972–73) y los Cachorros de Chicago (1973–74). En gran parte porque carecía de poder no se asentó en las ligas mayores, bateando para .235 (27 de 115) con un jonrón, 10 carreras impulsadas, nueve carreras anotadas, tres dobles y una base robada en 76 juegos. Sin embargo, su habilidad como bateador de contacto fue visible en la postemporada. En ocho juegos de la postemporada y la Serie Mundial en 1972, bateó 5 de 8 para un .625 de promedio con dos carreras impulsadas y una carrera anotada. 
El 5 de mayo de 1973, contra los Indios de Cleveland, se convirtió en el último jugador zurdo en ser incluido en la tarjeta de alineación como segunda base en un juego de grandes ligas.
Márquez disfrutó de una larga carrera en la Liga Venezolana de Béisbol Profesional, casi por completo con los Leones del Caracas. De 1965 a 1984 compiló un récord de .288 de promedio con 16 jonrones y 295 carreras impulsadas en 833 juegos. En la Serie del Caribe de 1970, lideró la serie con un promedio de .440 y 4 bases robadas, para ayudar a los Navegantes del Magallanes a ganar la serie, marcando la primera vez que un equipo venezolano se alzaba con el título.
En la temporada 1983-84 se encargó como dirigente de los melenudos tras la salida de Alfonso "Chico" Carrasquel debido a la racha negativa que afrontaba el equipo; sin embargo, la suerte no estuvo de su lado pues el equipo terminó aquella temporada en el último lugar de la tabla.
Márquez murió en un accidente automovilístico cuando regresaba a Caracas de un juego de béisbol en Valencia. 
A manera de homenaje póstumo, los Leones del Caracas retiraron el N° 6 de su camiseta.